# Independencia (província)
Independencia és una de les 32 províncies de la República Dominicana i es troba a l'oest de país, fent frontera amb Haití. La seva capital és la ciutat de Jimaní.

## Història
Va ser creada el 29 de desembre de 1948 però amb vigència a partir de l'1 de gener de 1950. Abans de la seva creació formava part de la província de Baoruco. El nom es va donar en record de la Independència Nacional del 27 de febrer de 1844.
La província Independencia es va fundar en les terres que en temps anteriors pertanyien a un cacic anomenat Ximani que estava relacionat amb el cacicat de Xaragua. Se sap ben poc de Ximani, ja que els vincles entre els nadius de Ximani i els espanyols eren pràcticament inexistents. La llei que va crear aquesta província, el 29 de desembre de 1948, havia assignat originalment el nom de "Provincia de Jimaní" a la província. El nom es va canviar el 28 de gener de 1949 per "Provincia Nueva Era". El nom es va canviar finalment per l'actual, "Independència", el 13 de maig de 1949.

## Geografia

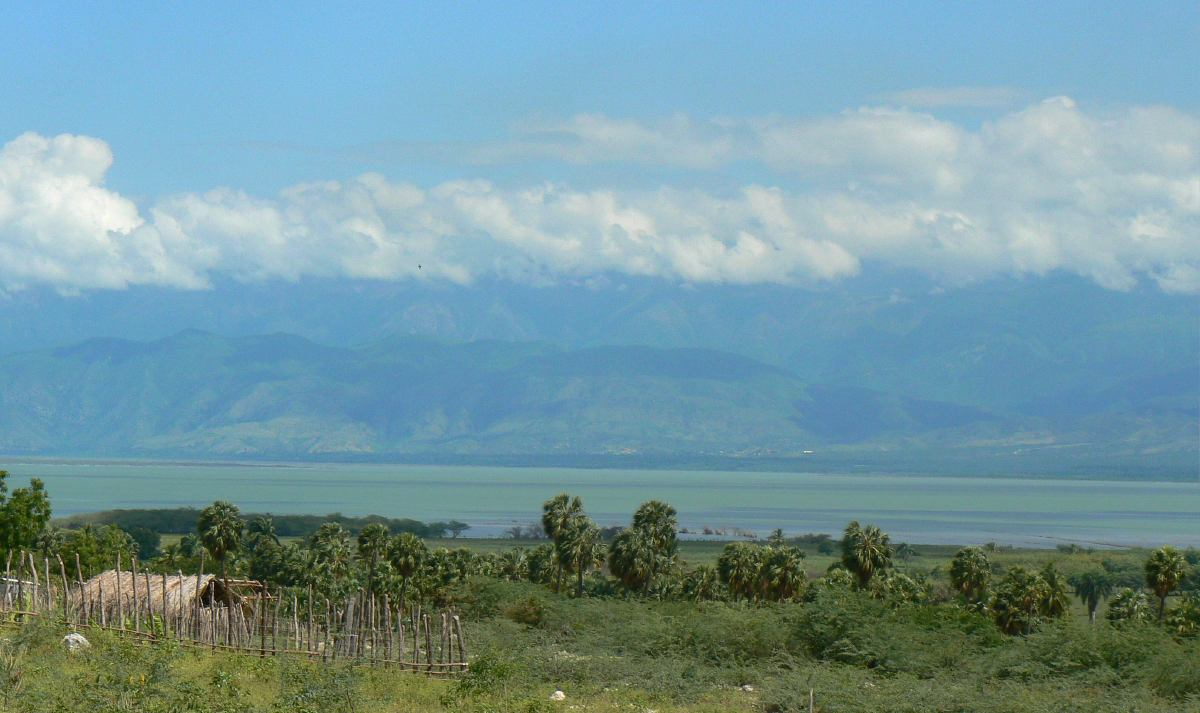
Vora sud del llac Enriquillo, mirant cap al nord. Es veu la serra de Neiba. Independencia, República Dominicana (2007).

La seva superfície és de 1 754 quilòmetres quadrats.
Límits: Fita pel nord amb les províncies d'Elías Piña i Bahoruco, per l'est amb la província de Barahona, pel sud amb Pedernales i per l'oest amb la República d'Haití.
Regió: Forma part de la Regió VII - Enriquillo.
Relleu: A la seva porció meridional es troba la serralada de Bahoruco mentre que al nord és la serralada de Neiba.

## Municipalitats i districtes municipals
La província, en data 20 de juny de 2006 està dividida en les següents municipalitats (Municipis i districtes municipals (DM)):
- Cristóbal
  - Batey 8 (D.M.)
- Duvergé
  - Vengan a Ver (D.M.)
  - Puerto Escondido (D.M.)
- Jimaní
  - Boca de Cachón (D.M.)
  - El Limón (D.M.)
- La Descubierta
- Mella
  - La Colonia (D.M.)
- Postrer Río
  - Guayabal (D.M.)

A continuació, es mostra una taula ordenada dels municipis i districtes municipals, amb xifres de població a partir del cens del 2012. La població urbana és la que viu a les seus (cabeceras) dels municipis o dels districtes municipals. La població rural és aquella que resideix a les Secciones o Distritos i Parajes, fora dels nuclis principals.
| Nom                       | Població total | Població urbana | Població total |
| ------------------------- | -------------- | --------------- | -------------- |
| Cristóbal                 | 7.952          | 2.967           | 4.985          |
| Duvergé                   | 25.971         | 15.452          | 10.519         |
| Jimaní                    | 19.263         | 11.742          | 7.521          |
| La Descubierta            | 10.022         | 5.767           | 4.255          |
| Mella                     | 5.052          | 4.131           | 921            |
| Postrer Río               | 6.323          | 2.338           | 3.985          |
| Independencia (província) | 74.583         | 42.397          | 32.186         |